# يان فيكتور
يان فيكتور (18 سبتمبر 1995 في البرازيل - ) هو لاعب كرة قدم برازيلي في مركز الدفاع. لعب مع نادي جل فيسنتي.

## وصلات خارجية
- يان فيكتور على موقع قاعدة بيانات كرة القدم.إي يو (الإنجليزية)
- يان فيكتور على موقع Soccerway.com (الإنجليزية)